# 2 جمادى الآخرة
- السبت
- الأحد
- الاثنين
- الثلاثاء
- الأربعاء
- الخميس
- الجمعة

- 2830 نوفمبر 2024
- 291 ديسمبر 2024
- 12 ديسمبر 2024
- 23 ديسمبر 2024
- 34 ديسمبر 2024
- 45 ديسمبر 2024
- 56 ديسمبر 2024
- 67 ديسمبر 2024
- 78 ديسمبر 2024
- 89 ديسمبر 2024
- 910 ديسمبر 2024
- 1011 ديسمبر 2024
- 1112 ديسمبر 2024
- 1213 ديسمبر 2024
- 1314 ديسمبر 2024
- 1415 ديسمبر 2024
- 1516 ديسمبر 2024
- 1617 ديسمبر 2024
- 1718 ديسمبر 2024
- 1819 ديسمبر 2024
- 1920 ديسمبر 2024
- 2021 ديسمبر 2024
- 2122 ديسمبر 2024
- 2223 ديسمبر 2024
- 2324 ديسمبر 2024
- 2425 ديسمبر 2024
- 2526 ديسمبر 2024
- 2627 ديسمبر 2024
- 2728 ديسمبر 2024
- 2829 ديسمبر 2024
- 2930 ديسمبر 2024
- 3031 ديسمبر 2024
- 11 يناير 2025
- 22 يناير 2025
- 33 يناير 2025

2 جُمادى الآخرة أو 2 جُمادی‌ الثانية أو يوم 2 \ 6 (اليوم الثاني من الشهر السادس) هو اليوم الخمسون بعد المائة (150) من أيَّام السنة (أو الحادي والخمسون بعد المائة لو كان شهر ربيع الآخر مُتممًا لليوم الثلاثين أو الثاني والخمسون بعد المائة لو أتم كلاً من صفر وربيع الآخر ثلاثين يوماً) وفق التقويم الهجري القمري (العربي). يبقى بعده 204 أو 205 يومًا لانتهاء السنة.

## أحداث
- 573 هـ - تشابك قوات صلاح الدين الأيوبي قائد الأيوبيين مع قوات بلدوين الرابع قائد مملكة بيت المقدس في معركة تل الجزر الذي نتج عنه انتصار بيت المقدس وانسحاب الجيش الأيوبي.
- 689 هـ - جلال الدين فيروز شاه يتولى حكم سلطنة دلهي.
- 897 هـ - ملكة إسبانيا إيزابيلا الأولى تصدر مرسوم الحمراء، الذي نص على أن يتحول جميع رعاياها المسلمين واليهود ـ وعددهم 150 ألفًا ـ إلى المسيحية أو أن يرحلوا عن إسبانيا نهائيًا.
- 1350 هـ - الصحفي الجزائري أبو اليقظان إبراهيم يصدر جريدة النور التي صدر منها 78 عددًا ثم توقفت.
- 1351 هـ - قبول العراق عضوًا في عصبة الأمم بعد تقرير قدمته لجنة الانتدابات في مصلحة العراق، وفي الوقت نفسه طلب منه أن يقدم ضمانات كافية بحماية الأقليات، وحقوق الأجانب، والاعتراف بالديون.
- 1396 هـ - مصر تطالب بقبول «منظمة التحرير الفلسطينية» عضوًا كاملاً في جامعة الدول العربية.
- 1400 هـ - قطع العلاقات الدبلوماسية بين الولايات المتحدة وإيران بسبب أزمة الرهائن الأمريكيين المحتجزين في طهران.
- 1406 هـ - سقوط «ميناء الفاو» العراقي في يد القوات الإيرانية وذلك أثناء الحرب العراقية الإيرانية.
- 1409 هـ - بعد وساطة سعودية، إعادة العلاقات بين سوريا والمغرب والتي قطعت قبل 3 سنوات بعد زيارة رئيس الوزراء الإسرائيلي للمغرب.
- 1414 هـ - بدء المحادثات الاقتصادية الرسمية بين الفلسطينيون والإسرائيليون في باريس، ورأس الوفد الفلسطيني مدير عام الشؤون الاقتصادية أحمد قريع والوفد الإسرائيلي داني روتشيلد.
- 1416 هـ - اغتيال الدكتور فتحي الشقاقي في مالطا أثناء عودته من ليبيا.
- 1423 هـ - تركمانستان تصدر قانون تغيير أسماء الأشهر وأيام الأسبوع.
- 1430 هـ - الرئيس الفرنسي نيكولا ساركوزي يفتتح قاعدة عسكرية فرنسية في أبوظبي لتكون أول قاعدة عسكرية فرنسية في منطقة الخليج العربي.
- 1432 هـ - محكمة مصرية تصدر حكمًا على وزير الداخلية السابق حبيب العادلي بالسجن لمدة 12 عامًا وذلك بتهم التربح غير المشروع وغسيل الأموال، ليكون بذلك أول حكم يصدر على مسؤول في النظام السابق قبل قيام الثورة ضده.
- 1437 هـ - اختتام مناورات رعد الشمال العسكرية في السعودية بحضور قادة 21 دولة عربية وإسلامية.
- 1443 هـ - استقالة الحكومة في كازاخستان بعد اندلاع احتجاجات واسعة لعدة أيام بسبب رفع أسعار الوقود.

## مواليد
- 817 هـ - عبد الرحمن الجامي، شاعر فارسي.
- 1300 هـ - محمد نادر شاه، ملك أفغانستان.
- 1323 هـ - محمد البهي، وزير الأوقاف المصري الأسبق.
- 1347 هـ - فؤاد دوارة، ناقد مسرحي مصري.
- 1374 هـ - صلاح عبد الله، ممثل مصري.
- 1377 هـ - حامد قرضاي، رئيس جمهورية أفغانستان.
- 1378 هـ - عبد الناصر درويش، ممثل كوميدي فلسطيني.
- 1381 هـ - يوسف المطرف، مغني كويتي.
- 1397 هـ - فاطمة الشروقي، ممثلة قطرية.
- 1394 هـ - إيمان القصيبي، ممثلة سعودية.
- 1398 هـ - أحمد هارون، ممثل مصري.
- 1401 هـ - دريعان الدريعان، ممثل سعودي.
- 1402 هـ - كندة علوش، ممثلة سورية.
- 1405 هـ - عامر بوعزة، لاعب كرة قدم جزائري.
- 1408 هـ - ياسمين صبري، ممثلة مصرية.

## وفيات
- 379 هـ - شرف الدولة بن عضد الدولة أمير البويهيين.
- 1389 هـ - أحمد معروف عبد الرزاق، كاتب عراقي.
- 1416 هـ - فتحي الشقاقي، مؤسس حركة الجهاد الإسلامي في فلسطين.
- 1431 هـ - محمد أحمد الرشيد، نائب سابق في مجلس الأمة الكويتي.
- 1441 هـ - محمد زهدي النشاشيبي، 95، سياسي فلسطيني.

## وصلات خارجية
- موقع قصة الإسلام: حدث في شهر جُمادى الآخرة.